# Oliver Perry Hay
Oliver Perry Hay (22 maggio 1846 – 2 novembre 1930) è stato un naturalista, paleontologo ed erpetologo statunitense.
Nel 1912 venne nominato ricercatore associato alla Carnegie Institution for Science, e trovò un impiego presso lo United States National Museum. In tale sede effettuò numerosi studi sulla paleontologia dei vertebrati, in particolare sulle tartarughe fossili e sui mammiferi del Pleistocene. Classificò per la prima volta varie specie animali, sia attuali che estinte. I suoi scritti del periodo 1911-1930 sono conservati presso la Smithsonian Institution.

## Opere
Le principali opere di Hay sono:
- Oliver Perry Hay, The Batrachians and Reptiles of Indiana, Original from the University of Michigan, Wm. B. Burford, 1892,  pp. 204 Pages.

- Oliver Perry Hay, Bibliography and Catalogue of the Fossil Vertebrata of North America, Govt. Print. Off., 1902,  pp. 868 pages.